# Агеевка (Могилёвский район)
Аге́евка (бел. Агееўка) — деревня в составе Мостокского сельсовета Могилёвского района Могилёвской области Республики Беларусь.

## Географическое положение
Ближайшие населённые пункты: Фойно, Макаренцы.

## История
Упоминается в 1611 году как деревня Агеевщина в составе Брилевского войтовства Могилевской волости в Оршанском повете ВКЛ.

## Население
- 1999 год — 92 человека
- 2010 год — 44 человека